# Codice Arundel 263
Il Codice Arundel (prende il nome dal suo primo possessore riconosciuto, Henry Howard, XXII conte di Arundel) è una raccolta di disegni e scritti di Leonardo da Vinci, comprendente 283 fogli databili tra il 1478 e il 1518, attualmente conservato alla British Library di Londra. Il nome del codice deriva dal conte di Arundel, che lo acquistò in Spagna negli anni Trenta del XVI secolo. Fa parte dei Manoscritti di Arundel della British Library.

## Descrizione
Il Codice Arundel è una raccolta rilegata in marocchino di 283 carte di diverso formato, fogli provenienti da manoscritti smembrati e incollati su fogli di supporto (28×18 cm). Gli argomenti trattati sono, tra gli altri, i seguenti:
- fisica
- meccanica
- ottica
- geometria euclidea
- architettura (tra i quali gli studi per la residenza di Francesco I a Romorantin)

Solo alcuni fogli sono bianchi. Due fogli, il 100 e il 101, sono stati erroneamente numerati due volte. Il codice è una raccolta di manoscritti di Leonardo provenienti da ogni periodo della sua vita lavorativa, un arco di 40 anni dal 1478 al 1518. Contiene brevi trattati, appunti e disegni su una varietà di argomenti, dalla meccanica al volo degli uccelli. Dal testo di Leonardo, sembra che egli abbia raccolto le pagine con l'intenzione di ordinarle ed eventualmente pubblicarle. Leonardo era solito utilizzare un singolo foglio per ogni argomento, in modo che ogni foglio si presentasse come un piccolo trattato coeso su un aspetto dell'argomento, distribuito sia sul retro che sul fronte di un certo numero di pagine. Questa disposizione è stata persa dai rilegatori successivi che hanno tagliato i fogli in pagine e li hanno sovrapposti, separando così molti argomenti in più sezioni e ottenendo una disposizione che appare casuale. È simile al codice Leicester, che è anch'esso una raccolta di note, diagrammi e schizzi. Il Codice Arundel è riconosciuto come secondo per importanza al codice atlantico.

## Storia
Il manoscritto è stato scritto in Italia tra la fine del XV secolo e l'inizio del XVI secolo. La maggior parte delle pagine può essere datata tra il 1478 e il 1518. Dopo la morte di Leonardo da Vinci nel 1519, tutti i suoi documenti passarono nelle mani del suo allievo Francesco Melzi (1491/92 circa - 1570 circa). I suoi eredi sciolsero il patrimonio di Leonardo. I manoscritti furono venduti, anche come singoli fogli, e il prezioso materiale fu disperso.
Il manoscritto fu acquistato all'inizio del XVII secolo da Thomas Howard, II conte di Arundel (1585-1646), collezionista d'arte e uomo politico. Suo nipote, Henry Howard, VI duca di Norfolk (1628-1684), lo presentò alla neonata Royal Society nel 1667. Il manoscritto fu catalogato per la prima volta nel 1681 da William Perry, un bibliotecario, come taccuino scientifico e matematico. è stato acquistato dal British Museum dalla Royal Society insieme ad altri 549 manoscritti di Arundel (metà della collezione di Arundel) nel 1831. Fu catalogato dal British Museum nel 1834. Rimase alla British Library come MS Arundel 263 quando la biblioteca si separò dal British Museum nel 1973.
è stato acquistato dal British Museum dalla Royal Society insieme ad altri 549 manoscritti di Arundel (metà della collezione di Arundel) nel 1831. Fu catalogato dal British Museum nel 1834. Rimase alla British Library come MS Arundel 263 quando la biblioteca si separò dal British Museum nel 1973.
Il facsimile più recente è stato pubblicato nel 1998. Il 30 gennaio 2007 il manoscritto è entrato a far parte del progetto della British Library "Turning the Pages", quando è stato digitalizzato insieme al Codice Leicester, diventando disponibile nel formato 2.0.
I due manoscritti dei taccuini di Leonardo sono stati riuniti online.